# Daresbury
Daresbury is een civil parish in het bestuurlijke gebied Halton, in het ceremoniële graafschap Cheshire. De plaats telt ca. 250  inwoners, de ward ongeveer 3906.
Nabij Daresbury bevindt zich Daresbury Laboratory, een grote onderzoeksfaciliteit op het gebied van kernfysica, materiaalkunde en wetenschappelijk rekenen. Hiervoor beschikt het laboratorium onder meer over enkele deeltjesversnellers en een supercomputer. 

## Geboren
- Lewis Carroll (1832-1898), schrijver